# جورج سيتون
جورج سيتون (بالإنجليزية: George Seaton)‏ كان كاتب سيناريو وكاتب مسرحي ومخرج ومنتج أميركي -- (17 أبريل 1911 - 28 يوليو 1979).

## أعماله
- 1943 : أنشودة بيرناديت The Song of Bernadette

## روابط خارجية
- جورج سيتون على موقع IMDb (الإنجليزية)
- جورج سيتون على موقع الموسوعة البريطانية (الإنجليزية)
- جورج سيتون على موقع ألو سيني (الفرنسية)
- جورج سيتون على موقع تيرنر كلاسيك موفيز (الإنجليزية)
- جورج سيتون على موقع أول موفي (الإنجليزية)
- جورج سيتون على موقع قاعدة بيانات برودواي على الإنترنت (الإنجليزية)
- جورج سيتون على موقع قاعدة بيانات الأفلام السويدية (السويدية)
- جورج سيتون على موقع إن إن دي بي (الإنجليزية)
- جورج سيتون على موقع قاعدة بيانات الفيلم (الإنجليزية)
- جورج سيتون على موقع كينوبويسك (الروسية)